# Frente Religioso Unido
El Frente Religioso Unido (en hebreo: חֲזִית דָּתִית מְאוּחֶדֶת, Hazit Datit Meuhedet) fue una alianza política de los cuatro principales partidos religiosos de Israel, así como la Unión de Independientes Religiosos, formada para participar en las elecciones de 1949.

## Historia
La idea de un frente religioso unido se había discutido una década antes entre Agudat Israel y Mizrachi, aunque ambos intentos en 1938 y 1939 fueron abortados. La coalición formal se formó como una alianza de los cuatro principales partidos religiosos (Mizrachi, HaPoel HaMizrahi, Agudat Israel y Poalei Agudat Yisrael), siendo los dos primeros sionistas y los dos segundos no sionistas y también considerados más conservadores religiosamente. Una de las demandas de las facciones más estrictas y religiosas antes de aceptar formar el URF era la exclusión de las mujeres de las listas de partidos porque "el lugar de la mujer está en el hogar". También incluía la Unión de Independientes Religiosos.
La alianza disputó las elecciones de 1949, la primera después de la independencia, en las que ganó 16 escaños, lo que lo convirtió en el tercer bloque más grande del Knéset. La asignación inicial de escaños entre los partidos hizo que Hapoel HaMizrachi tomara siete escaños, Mizrachi cuatro, Poalei Agudat Yisrael tres y Agudat Yisrael dos. La alianza se unió al partido Mapai de David Ben-Gurión para formar la coalición del primer gobierno de Israel, junto con el Partido Progresista, las Comunidades Sefardíes y Orientales y la Lista Democrática de Nazaret. Inicialmente hubo tensión en relación con la separación de la religión y el estado, pero el URF decidió comprometerse inicialmente para unirse al gabinete, con la esperanza de ser "a través de las instituciones políticas del Estado judío, por la plena dominación de la ley tradicional en todo Israel, como un objetivo máximo".
Sin embargo, la agrupación creó problemas en la coalición de gobierno debido a sus diferentes actitudes. Entre los muchos sobrevivientes del Holocausto que emigraron al nuevo estado se encontraban algunas personas que tenían cónyuges, madres, hijos u otros miembros de la familia no judíos. Inicialmente, Haim-Moshe Shapira de la URF, que era Ministro de Inmigración en el gabinete, intentó declarar que los no judíos debían convertirse primero antes de establecerse. El primer ministro David Ben-Gurion se opuso e insistió en que "si la familia va a la Tierra de Israel, estarán en un entorno judío, y los niños serán niños judíos, y no me importa si el padre o la madre son de origen de una raza diferente". Ben-Gurion fue apoyado por otros ministros como Bechor-Shalom Sheetrit. Sin embargo, tras un compromiso entre los dos bandos, el Knéset aprobó una ley relativamente ambigua el 5 de julio de 1950 que satisfizo el lado religioso de la disputa.
El 13 de junio de 1950, la URF se abstuvo en la votación de la Knéset de 50-30 para posponer indefinidamente la adopción de una constitución, debido en gran parte al hecho de que las facciones ultraortodoxas condenaron la idea de una constitución que no se basara en la Torá y el Talmud. El URF tenía diferentes actitudes hacia la educación en los nuevos campamentos de inmigrantes y en el sistema de educación religiosa. También exigió que Ben-Gurion cerrara el Ministerio de Racionamiento y Abastecimiento y nombrara a un hombre de negocios como Ministro de Comercio e Industria. Como resultado, Ben-Gurion renunció el 15 de octubre de 1950. Después de que se resolvieran las diferencias, Ben Gurion formó su segundo gobierno el 1 de noviembre de 1950, con el Frente Religioso Unido manteniendo su lugar en la coalición.
En 1951, el diputado Rabino Mordechai Nurock de la URF propuso lo que más tarde se convertiría en el Día del Recuerdo del Holocausto.
Después de que se convocaran las elecciones para la segunda Knéset en 1951, la agrupación se disolvió en sus partidos individuales que compitieron en las elecciones por separado. Los intentos de formar una coalición religiosa en los años siguientes se complicaron por la desunidad y la disputa. En 1952, Agudat Israel dejó el gobierno de coalición tras una disputa sobre el reclutamiento de mujeres religiosas en las Fuerzas de Defensa de Israel, y los otros tres partidos de la antigua URF permanecieron en el cuarto gabinete de Ben-Gurion.
Sin embargo, el Frente Religioso Unido se mantuvo a nivel local y se presentó por última vez a las elecciones locales en Tel Aviv en 2003.

## Resultados electorales
| Año  | Líder              | Votos       | %                | Resultado | Gob      |
| ---- | ------------------ | ----------- | ---------------- | --------- | -------- |
| 1949 | Yehuda Leib Maimon | 52.982 (#3) | \| \| 12,19 % \| | 16/120    | Gobierno |
|      | 12,19 %            |             |                  |           |          |